# Séverin Cafferra

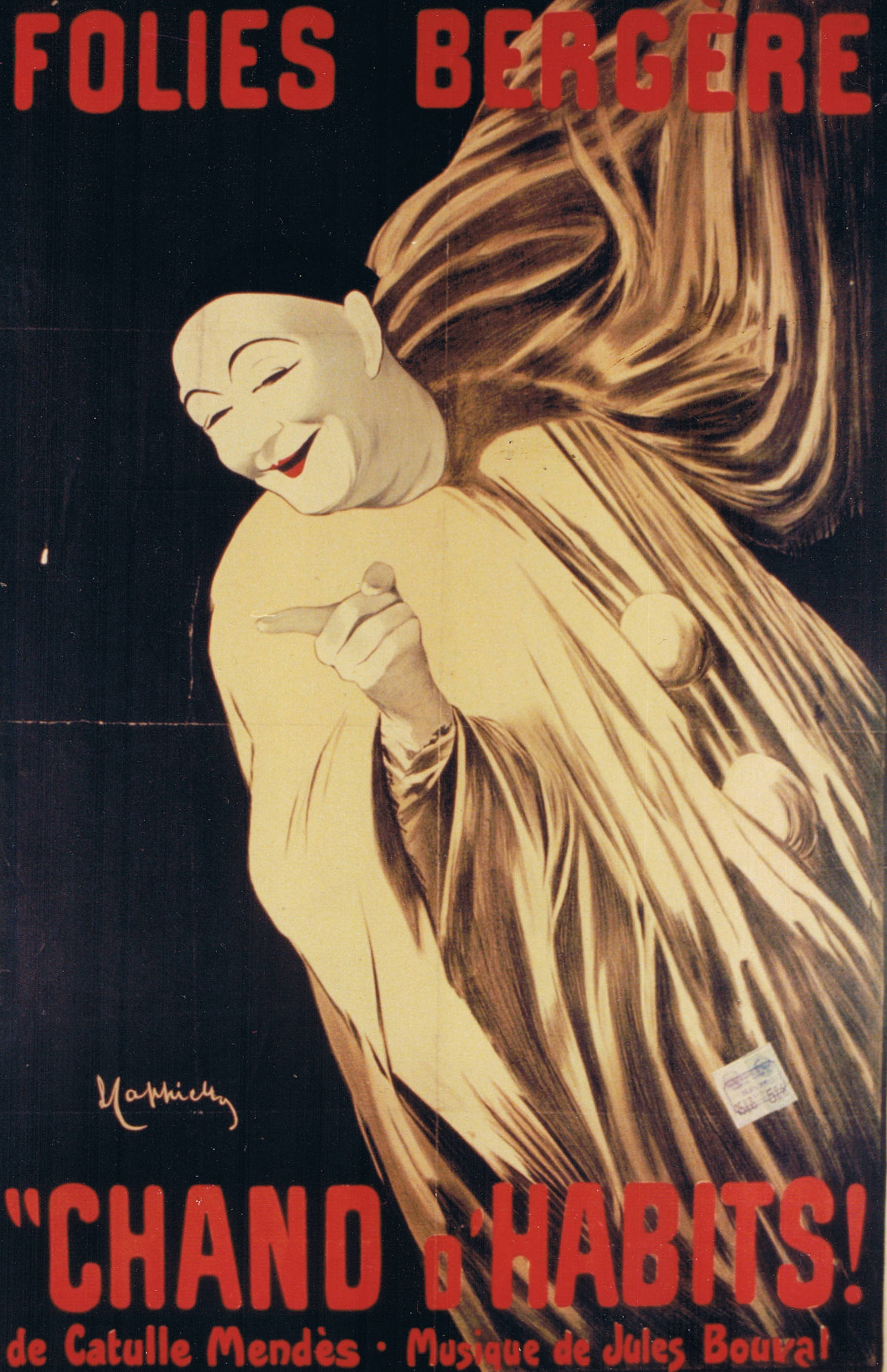
Happichy: Séverin en Chand d'hábitos! de Mendès, cartel (1896)

Séverin Cafferra, conocido como Séverin o mimo Séverin (Ajaccio, 1863-Sauveterre,1930) fue uno de los pierrots o mimos italianos de comienzos del siglo XX.

## Biografía
Séverin nació en Ajaccio, Córcega. Se formó con el mimo marsellés, Louis Rouffe, quien a su vez había estudiado con Charles Deburau. Trabajó tanto en Marsella como en el Théatre des Funambules en París. En su obra L'Homme Blanc: souvenirs d'un Pierrot, Cafferra califica a Rouffe como creador de un lenguaje completo del gesto. Falleció en Sauveterre.

## Pantomima
Cuando Séverin introdujo su arte en París, lo hizo con la pantomima ¡Pobre Pierrot!, que concluye con la muerte de Pierrot. Consideró su debut como una especie de audacia: comentó que, cuando llevó esta pantomima a Marsella, su público recibió la muerte de Pierrot con un silencio atónito, antes de decidirse a aplaudir la pieza. Deburau lo habría considerado como una apostasía, pero estaba empeñado en forjarse su propio camino con el personaje de Pierrot. Le había molestado, después de la muerte de Rouffe en 1885, ser felicitado por resucitar el espíritu de su maestro en sus actuaciones. "Yo quería ser yo -escribe en sus Recuerdos-. Empecé a escribir obras de teatro propias". Estaba satisfecho con las innovaciones que aportó a su arte: "De ahora en adelante", escribió, después de ¡Pobre Pierrot!, "Pierrot podría sufrir e incluso morir, como cualquier ser humano".